# Meteorologiåret 2002

## Händelser

### Januari
- 1 januari - I Sverige inträffar flera extrema temperaturvariationer på 24 timmar. I Kymbo stiger temperaturen med 33,5 °C, i Torpabron med + 33 °C och i Horn med 32 °C. Snabbast går det dock i Grundforsen där temperaturen stiger från -37,4 °C till -2,0° °C, det vill säga med 35,4 °C[1].
- 5 januari - Kylan behåller sitt grepp om södra Europa. Tiotusentals byar i de södra, mellersta och östra delarna är isolerade på grund av snömassorna, och enbart i Polen uppges 22 människor sedan årsskiftet ha frusit ihjäl.[2]
- 10 januari - 104,3 millimeter nederbörd faller över Katterjåkk, Sverige vilket innebär nytt svenskt dygnsnederbördsrekord för månaden[3].
- 16 januari-13 februari - Regn mer än fyra gånger det för årstiden normala i sydvästra Sverige orsakar översvämningar[4].

### Februari
- Februari - Vintervärmen i västra Kanada håller i sig, och 17 temperaturrekord slås[5].
- 1 februari – Fiskdöd utanför Kenyas och Somalias kuster, med accelererande algblomning det senaste decenniet, skylls på skogsskövling i Somalia.[2]
- 2 februari – Våldsamma skyfall över Jakarta, Indonesien sedan 31 januari tvingar 300 000 personer på flykt hemifrån. Minst 24 personer drunknar och vattennivån är upp till sex meter över stadens gator. Miljöexperter skyller på korrupta politiker som låtit bygga stadens grönområden utan att tänka på konsekvenserna.[2]

### Mars
- Mars - Mark Meier vid University of Colorado i USA hävdar att glaciärerna efter 1980 krympt snabbare än de föregående tusen åren.[2]

### April
- 15 april – En tidig värmebölja råder i Minnesota, USA[6].
- 18 april – Hagelkorn stora som basebollar faller över Eagan i Minnesota, USA[6].
- 27 april – Snöfall blandat med blixtar härjar i Minnesota, USA[6].

### Juni
- Juni - Flera delar av Sverige upplever en mycket blöt junimånad[7].
- Juni-augusti
  - Sverige upplever på många håll sin varmaste sommar sedan mätningarna började 1860, med dygnstemperaturer som + 13,3 °C i Karesuando, + 16,0 °C i Östersund, + 18,2 °C i Karlstad, + 19,2 °C i Stockholm, + 18,5 °C i Göteborg, + 18,6 °C i såväl Visby som Lund.[2]
  - Trøndelag, Norge upplever sin varmaste sommar sedan mätningarna började[8].
- 4 juni - USA:s regering erkänner för första gången människans bidrag till växthuseffekten, men inget tyder på att George W. Bush vill skriva på Kyotoprotokollet.[2]
- 9 juni – Översvämningar råder i nordvästra Minnesota, USA och orsakar jordskred[9].
- 11 juni - En värmebölja i nordöstra Nigeria, med temperaturer på upp till + 60 °C, skördar minst 60 dödsoffer.[2]
- 21 juni – I Paso Pampa Alta (Puesto Viejo) och Región de Aysén, Chile och Chubutprovinsen, Argentina uppmäts temperaturen −40 °C (−40 °F) vilket blir Argentinas, Chiles och Sydamerikas lägst uppmätta temperatur någonsin[10].
- 23 juni – En andra regnomgång på kort tid slår till i Minnesota, USA[9].
- 27 juni – I Narsarsuaq, Grönland uppmäts temperaturen + 23,1 °C, och därmed tangeras Grönlands högst uppmätta temperatur för månaden från 1988[11].
- Sommaren (norra halvklotet) - Över 1 300 personer omkommer vid sommarens översvämningar i Kina[12].

### Juli
- 10 juli – Intensiva regn i Minnesota, USA översvämmar gatorna i Saint Cloud.[13]
- 11 juli – En orkan sveper fram genom norra Tyskland och in över Berlin, där sju personer dödas, bland dem två pojkar då ett träd faller över deras tält. Stormen är den värsta på 50 år, med vindstyrkor på upp till 152 kilometer i timmen. Enbart i Berlin faller nästan 4 000 träd, 150 000 hushåll är strömlösa och undantagstillstånd införs.[2]

### Augusti
- Augusti
  - Centraleuropa drabbas av väldiga översvämningar som dödar cirka 100 personer och orsakar stora materiella skador samt förstör kulturhistoriskt värdefulla föremål. Tyskland, Polen, Österrike och Tjeckien drabbas värst[12].
  - Greenpeace publicerar en rapport, dokumenterad efter en seglats till Svalbard med skeppet Rainbow Warrior. Nytagna bilder visar att de smälter med cirka 150 meter per år. Glaciologer är inte överraskade, då samma sak sker över hela världen.[2]
  - Norra Sverige upplever en mycket varm augustimånad[14].
- 1 augusti – Cirka 200 millimeter nederbörd faller över de västra delarna av den svenska ön Orust, dock saknar SMHI nederbördsstationer i de värst drabbade områdena[15]. Trafiken lamslås, åkrarna påminner mer om insjöar än åkrar, och källare sätts under vatten. Katastroflarm utlöses inte, men ingen person skadas.[2]
- 4 augusti - Kraftiga monsunregn ställer nästan hela Bangladesh under vatten. Miljontals människor drabbas och minst 70 drunknar.[2]
- 8 augusti - Allvarliga översvämningar drabbar i Nordkorea och Sydkorea samt nordvästra Kina. I Kambodja och norra Kina råder samtidigt torka, och temperaturen stiger över + 40 °C. Nästan 8 miljoner människor och 6 miljoner kor lider av brist på vatten. I Inre Mongoliet rasar samtidigt åtta stora skogsbränder efter kraftigt åskväder. Miljontals människor drabbas och minst 70 drunknar.[2].
- 11 augusti - Det torra vädret i Sverige ger låg vattenhalt i kärnorna i de svenska böndernas spannmålsskörd, den bästa sedan 1984, och då bönderna slipper torka säden sparar de 5-8 öre per kilo[2].
- 15 augusti - Provinsen Hunan i mellersta Kina drabbas av extrema monsunregn som på några dagar dödat över 100 personer sedan vidsträckta områden satts under vatten. Mer regn väntas.[2]

### September
- September - Södra Sverige upplever en torr septembermånad[16].
- 9 september – En sen tornado härjar i Albertville i Minnesota, USA strax efter midnatt[17].

### Oktober
- Oktober - För första gången på nära fyra år är det kallare än normalt i hela Sverige samtidigt, även om månaden börjar sommarvarm på vissa håll. Oskarshamn upplever sin blötaste oktobermånad någonsin, då 209 millimeter ger småländskt nederbördsrekord för månaden.[18]
- 2 oktober - Nytt värmerekord för oktober uppmäts i Falsterbo, Sverige med + 19 °C.[18]
- 19 oktober - Ett rekordtidigt snöfall slår till mot södra Sverige. Trafikkaos orsakas i Västsverige och Sydsverige med hundratals olyckor. 15 000 hushåll blir utan ström, och all tågtrafik mellan Karlskrona-Kristianstad och Nässjö-Hässleholm ställs in, liksom flera fotbollsmatcher i Allsvenskan och Superettan.[18]
- 20 oktober – Kraftiga snöfall drabbar Minnesota, USA[19].
- 22 oktober – Ett av de mest intensiva snöfallen någonsin i Sverige drabbar området kring Örnsköldsviks flygplats i Ångermanland[20].

### November
- November - Sverige upplever en kall novembermånad[21]. Störst är temperaturunderskottet i Tornedalen.[18]
- 20 november - Ett stillastående lågtryck i Finska viken, under hård nordostvind, vräker ner snö över de svenska landskapen från Hälsingland i norr till Uppland i söder, och Härnösand får mest med 108 millimeter.[18]

### December
- December - Östra Sverige upplever en torr decembermånad[22]. I Stockholm är det torraste decembermånaden på nästan 100 år.[18]
- 7 december - På natten mot denna dag uppmäts Sveriges högsta lufttryck på över 50 år, 105,1 hPa i Ångermanland.[18]
- 17-18 december - Högtrycket orsakar stormbyar vid mellersta Lapplandsfjällen i Sverige.[18]
- 20 december - Högtrycket orsakar storm vid mellersta Norrlandskusten i Sverige.[18]
- 24 december - Peking i Kina upplever sitt värsta snökaos sedan man 1841 började registrera meteorologiska uppgifter. Efter fem dagar av snö väntar mer nederbörd och kyla, och man har inrättat en särskild trafikregleringscentral.[18]

### Okänt datum
- "Det norske meteorologiske institutt" i Norge ändrar namn till Meteorologisk institutt, efter att begreppet i dagligt tal använts ändat sedan starten 1866[23].

## Avlidna
- 13 juni – John Hope, amerikansk meteorolog.
- 3 september – Kenneth Hare, kanadensisk meteorolog.
- 24 september – Pisharoth Rama Pisharoty, indisk fysiker och meteorolog.

### Fotnoter
1. ↑  ”SMHI”. Arkiverad från originalet den 11 januari 2011. https://web.archive.org/web/20110111074032/http://www.smhi.se/kunskapsbanken/meteorologi/extrema-temperaturvariationer-1.4825. Läst 15 februari 2011.
2. 1 2 3 4 5 6 7 8 9 10 11 12 13 14   När Var Hur 2003. DN
3. ↑  SMHI Arkiverad 26 augusti 2010 hämtat från the Wayback Machine.
4. ↑  ”2002 - Extrema vattenflöden i södra Götaland”. SMHI. https://www.smhi.se/kunskapsbanken/hydrologi/historiska-oversvamningar/2002---extrema-vattenfloden-i-sodra-gotaland.
5. ↑  ”Dan, Dan the Weatherman's Canadian Weather Trivia Page”. Arkiverad från originalet den 9 september 2013. https://web.archive.org/web/20130909001246/http://www.dandantheweatherman.com/cantriv.html. Läst 23 februari 2011.
6. 1 2 3  ”Arkiverade kopian”. Arkiverad från originalet den 16 juli 2010. https://web.archive.org/web/20100716104244/http://www.climate.umn.edu/pdf/day_in_weather_history/april_wx_history.pdf. Läst 16 februari 2011.
7. ↑  SMHI
8. ↑  Meteorologisk institutt Arkiverad 16 oktober 2014 hämtat från the Wayback Machine.
9. 1 2  ”Arkiverade kopian”. Arkiverad från originalet den 26 juli 2010. https://web.archive.org/web/20100726102347/http://www.climate.umn.edu/pdf/day_in_weather_history/june_wx_history.pdf. Läst 16 februari 2011.
10. ↑  (spanska) ”Boletines Anteriores, Junio 2002, Sección de Meteorología del Departamento de Geofísica de la Universidad de Chile.”. Arkiverad från originalet den 12 november 2013. https://web.archive.org/web/20131112193644/http://met.dgf.uchile.cl/clima/HTML/BOL_ANT/JUNIO02/junio02.htm. Läst 13 juni 2007.
11. ↑  DMI
12. 1 2  Faktakalendern 2006, Semic, 2005
13. ↑  ”Arkiverade kopian”. Arkiverad från originalet den 21 juli 2010. https://web.archive.org/web/20100721153842/http://climate.umn.edu/pdf/day_in_weather_history/july_wx_history.pdf. Läst 16 februari 2011.
14. ↑  SMHI
15. ↑  SMHI
16. ↑  SMHI Arkiverad 14 juni 2015 hämtat från the Wayback Machine.
17. ↑  ”Arkiverade kopian”. Arkiverad från originalet den 26 juli 2010. https://web.archive.org/web/20100726102501/http://www.climate.umn.edu/pdf/day_in_weather_history/september_wx_history.pdf. Läst 16 februari 2011.
18. 1 2 3 4 5 6 7 8 9 10   När Var Hur 2004. DN
19. ↑  ”Arkiverade kopian”. Arkiverad från originalet den 26 juli 2010. https://web.archive.org/web/20100726102332/http://www.climate.umn.edu/pdf/day_in_weather_history/october_wx_history.pdf. Läst 16 februari 2011.
20. ↑  SMHI
21. ↑  SMHI Arkiverad 4 januari 2014 på WebCite
22. ↑  SMHI Arkiverad 14 juni 2015 hämtat från the Wayback Machine.
23. ↑  MET Arkiverad 15 december 2010 hämtat från the Wayback Machine.